# Mudanahalli, Channarayapatna
Mudanahalli là một làng thuộc tehsil Channarayapatna, huyện Hassan, bang Karnataka, Ấn Độ.